# 李潤華
李潤華（Lee Yun Wah，1955年4月29日—），退役香港足球運動員，曾效力愉園與精工。曾擔任多個甲組球會領隊。

## 個人生平
李潤華中學時就讀於博雅書院，中一時與已故著名中鋒尹志強是校隊隊友。
於球員時代司職中堅，出身於愉園及效力多年，直至1985年轉投精工，一年後精工宣布退出，李潤華隨即退役。
退役後，李潤華進軍娛樂圈，曾先後擔任劉德華與童愛玲的經理人，於1995年至1998年間擔任南華領隊，其後曾經離開球圈一段時間，直至2006年，再次擔任南華副領隊。
2013-14年度球季，李潤華擔任地區球隊屯門領隊，班費八百萬元，以國援為球隊骨幹。2013年12月22日，屯門主場對橫濱FC的甲組聯賽，發生疑似假波事件，屯門球員李明在補時三分鐘頂入自己龍門，令屯門以1：2落敗，身為領隊的李潤華與教練甄力健賽後表示：「唔識講，唔想講」。
2013年12月27日，李潤華與署理教練甄力健一同宣布辭職。
2015-16球季季初，李潤華協助南華組軍。2015年7月26日李潤華正式上山，擔任技術主管。

## 外部連結
- 南華足球隊官方網頁資料 （页面存档备份，存于）
- 精工球員名單